# Shamar Nicholson
Shamar Nichoson (ur. 16 marca 1997 w Kingston) – jamajski piłkarz grający na pozycji napastnika w klubie Club Tijuana oraz reprezentacji Jamajki.

## Kariera klubowa
Nicholson jest wychowankiem Trench Town High School. Dorosłą karierę rozpoczynał w Boys' Town FC. Podczas pobytu w klubie miał również testy w Real Salt Lake. Ostatecznie do transferu nie doszło. Po trzech latach Nicholson opuścił Boys i przeniósł się do Słowenii. Tam grał NK Domžale. W sierpniu 2019 roku przeszedł do belgijskiego Royal Charleroi.

## Kariera reprezentacyjna
W reprezentacji Jamajki zadebiutował 3 lutego 2017 roku w meczu ze Stanami Zjednoczonymi. Pierwszego gola zdobył 5 czerwca 2019 również w starciu z USA. Został powołany na Złoty Puchar CONCACAF 2017. Tam Jamajka zajęła drugie miejsce. Zagrał również na Złotym Pucharze CONCACAF 2019. Na tym turnieju zdobył dwie bramki. 